# 陈家慧
陈家慧（荷蘭語：Patty Chen）女性，苏里南华人外交官、執業律師。出生于苏里南，祖籍中国广东省宝安县观澜，精通中文、英语、荷兰语、粤语和客家语 。2018年10月8日被苏里南总统德西·鲍特瑟任命为苏里南驻中国大使，2018年10月18日到任。
她是继王倫興之后的苏里南第二个华裔驻华大使。